# Ekonomika Ugandy
Ekonomika Ugandy se potýká s řadou problémů, od nestability v sousedním Jižním Súdánu po špatný ekonomický management či korupci. Uganda je taky jedním z nejhorších států na světě, co se týče elektrifikace - přístup k elektřině má pouze 22 % obyvatelstva. I přes tyto problémy ugandská ekonomika po dlouhá léta relativní politické stability po pádu Idiho Amina a zejména od počátku 21. století vykazovala velký ekonomický potenciál a významný růst. Dokazuje to například hrubý domácí produkt, který od roku 1985 nepřetržitě rostl. Tento trend se zastavil až v roce 2020 v důsledku Pandemie covidu-19, invaze kobylek a masivních povodní, kdy Uganda hlásí propad HDP o 0,288 %.
Téměř polovinu ugandského obyvatelstva tvoří děti do 14 let, což zřejmě bude mít za následek velký nárůst nezaměstnanosti mladých. Již nyní dosahuje pracovního věku každý rok kolem 700 tisíc Uganďanů, ale vytvořeno je pouze 75 tisíc nových pracovních míst. Mezi lety 2030 a 2040 je očekáváno, že pracovního věku dosáhne průměrně přibližně 1 milion mladých lidí ročně. Podle dosavadních výpočtů by dnes 35 milionová Uganda měla okolo roku 2050 dosáhnout hranice 100 milionů obyvatel.
Jedním z největších přetrvávajících problémů je míra chudoby, kterou se sice podařilo zredukovat mezi lety 1992 a 2013 z 56,4 % na 19,7 %, nicméně tento podíl se od té doby zase zvýšil na 21,4 %. Podíl lidí, kteří vydělávají maximálně 1,90 amerických dolarů za den, však dokonce dosahuje 41,5 %.
Organizace spojených národů již od roku 1971 stále zařazuje Ugandu do kategorie nejméně rozvinutých zemí.

## Mezinárodní obchod

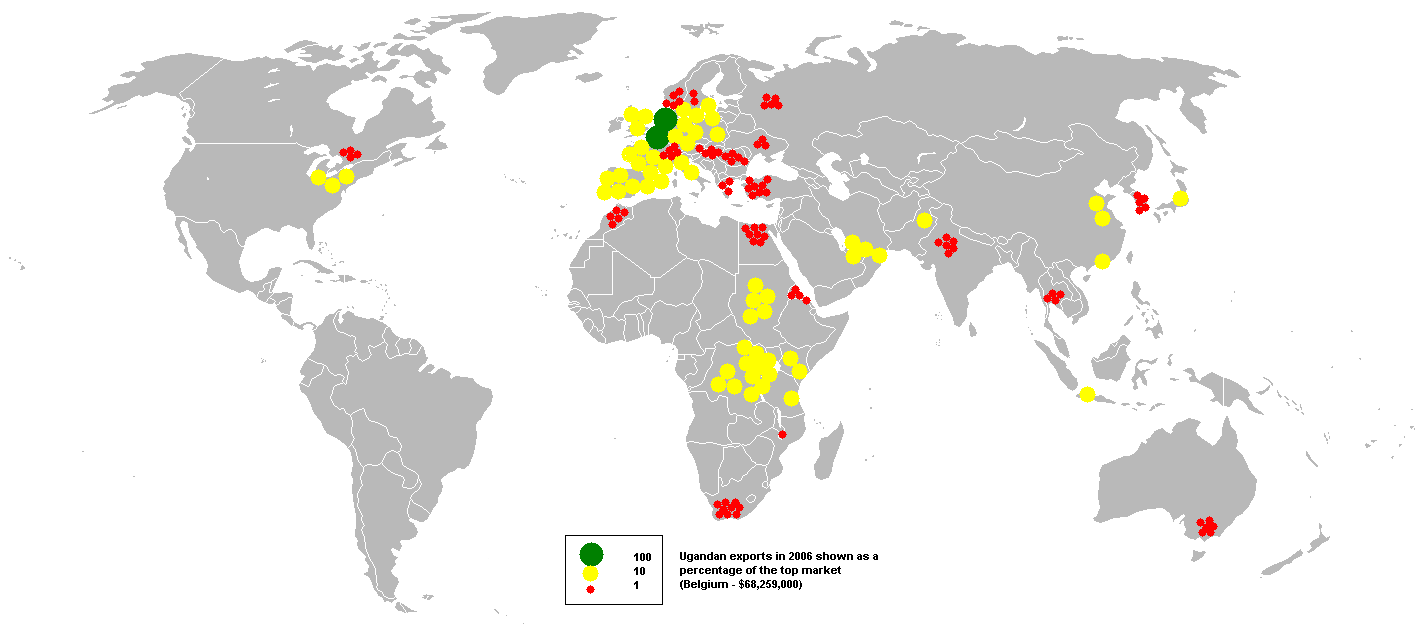
Export Ugandy v roce 2006

Export zboží a služeb dosáhl roku 2019 hodnoty 6,7 miliard amerických dolarů, tedy 19 % hrubého domácího produktu, čímž tato hodnota meziročně vzrostla o téměř 2 miliardy. Kvůli koronakrizi se však hodnota exportu v roce 2020 snížila o 0,5 %. Uganda vyváží zejména kávu (podíl na exportu 18 %), ropu (5,1 %) ryby a rybí produkty (4,1 %), cement (3,9 %) a čaj (3,8 %), dále bavlnu, květiny, produkty hortikultury a zlato. Největšími exportními partnery jsou:
1. Keňa - 18 %
2. Spojené arabské emiráty - 18 %
3. Jižní Súdán - 11 %
4. Rwanda - 6 %
5. Konžská demokratická republika - 4,8 %

Import zboží a služeb roku 2019 stoupl o více než 2 miliardy USD a má hodnotu přes 9 mld. amerických dolarů, což je více než čtvrtina HDP země. Odhaduje se ale, že v roce 2020 následkem Pandemie covidu-19 meziročně klesla hodnota dovozu o více než 6,5 %. Nejčastěji dováženými produkty jsou ropné produkty (podíl na dovozu 20 %), lékařské vybavení (5,1 %), automobily (3,4 %) a palmový olej či telekomunikační zařízení (2,1 %).
Největšími dovozci jsou:
1. Čína - 18 %
2. Indie - 12 %
3. Spojené arabské emiráty - 12 %
4. Saúdská Arábie - 9 %
5. Keňa - 7 %

## Investice a ekonomická svoboda
Uganda podporuje fungování zahraničních investorů na jejím území. Zahraniční investoři pouze nemohou vlastnit pozemky, ale jen si je pronajímat. V současné době Uganda usiluje o zlepšení situace v oblasti hospodářství pomocí legislativních a politických opatření. To znamená například liberalizaci obchodu a podporu soukromého sektoru.
Index ekonomické svobody Ugandy je na skóre 59,5, což z ní dělá 102. ekonomicky nejsvobodnější zemi na světě, v pořadí hned před Čínskou lidovou republikou. V tomto ohledu se země umístila na 10. místě ze 47 zemí Subsaharské Afriky. Velký pokles v ekonomické svobodě byl zaznamenán zejména v roce 2019. Tento pokles byl nadací The Heritage Foundation vysvětlen porušováním ústavy a sklonem k autoritářství ze strany dlouholetého prezidenta Yoweri Museveniho i parlamentu. Za velký problém země je taky považována korupce, nedostatečná efektivita judikatury a kvůli nedostatečným investicím do zdravotnictví a vzdělání zde neexistuje ani dostatečná svoboda podnikání.

## Zemědělství

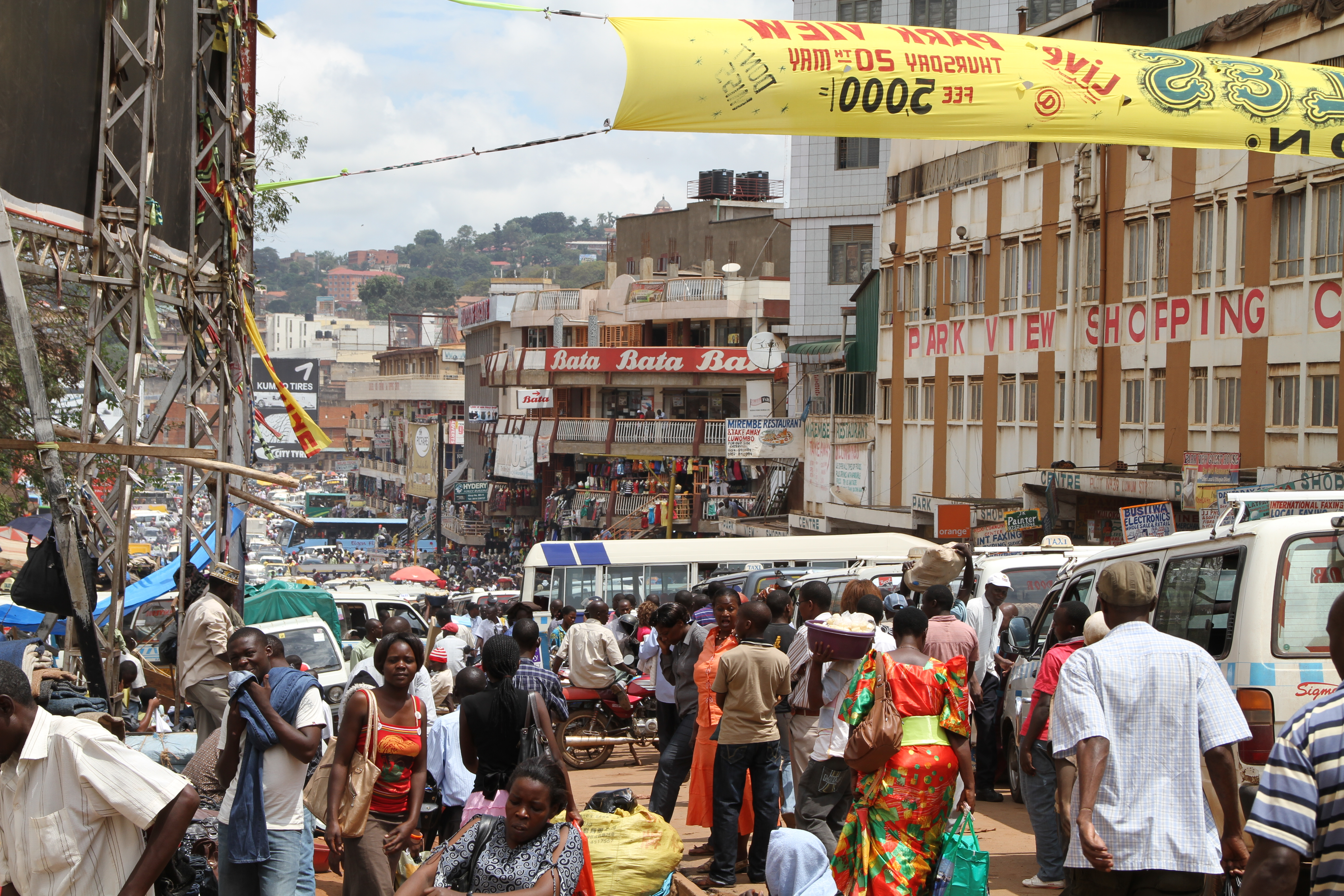
Pouliční trh v Kampale

Díky dobrým podmínkám půdy a klimatu je zemědělství v Ugandě na vysoké úrovni a je klíčovým odvětvím ugandské ekonomiky. Podle Ugandského národního průzkumu domácností (UNHS) z roku 2016/17 se asi 65 % pracující populace věnuje zemědělství, lesnictví a rybolovu. Mezi ženami v produktivním věku je to 70 %, zatímco u mužů 58 %.
Uganda je po Etiopii druhým největším exportérem kávy v Africe, která představuje 16 % vývozu. Množství vyrobené kávy se zvýšilo ze 4,5 milionu šedesáti kilových pytlů ve fiskálním roce (dále jen FY) 2015/16 na 5,4 milionu šedesáti kilových pytlů ve FY 2016/17, což představuje nárůst o 21 %. Cílové množství vývozu kávy pro FY 2016/17 bylo 3,9 milionu šedesáti kilových pytlů. Kumulativní množství vývozu za období od července 2016 do června 2017 bylo 4 186 606 šedesáti kilových pytlů (3 188 810 pytlů Robusta a 997 796 pytlů Arabica) ve srovnání s 3 556 692 pytli z FY 2015/16, což představuje nárůst o 18 %.
Vyváží také bavlnu, která je jednou z hlavních tradičních tržních plodin produkovaných v Ugandě a významně přispívá k HDP země a živobytí domácností., čaj, tabák, maniok, brambory, kukuřici, banány, proso, luštěniny, olejniny, řezané květiny; hovězí, kozí maso, mléko, drůbež a ryby.

## Průmysl

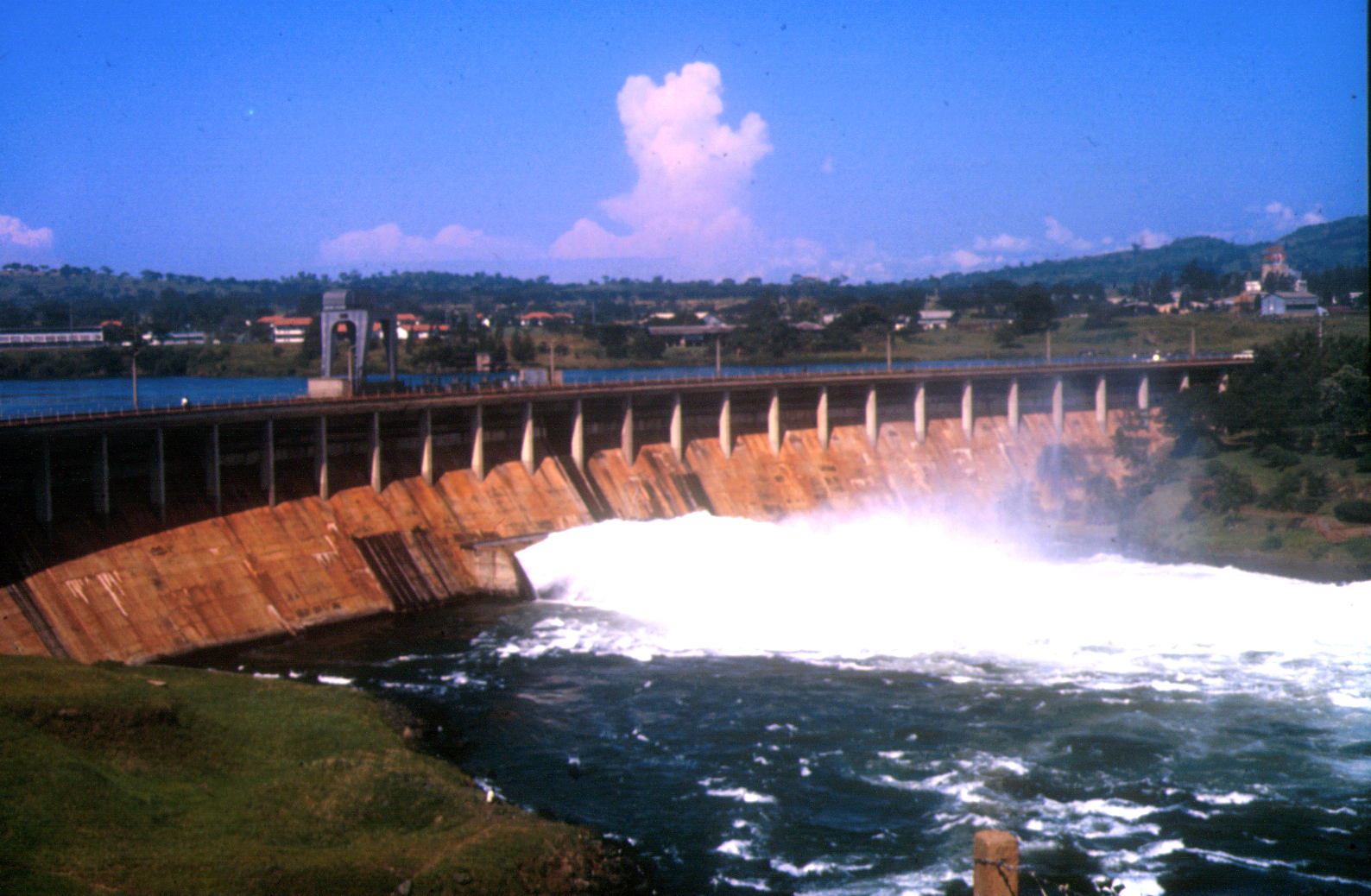
Přehrada Owen Falls

Průmysl v Ugandě zaměstnává pouze kolem 7 % pracující populace a podílí se na celkovém HDP z 21 procent. Uganda disponuje malým průmyslovým sektorem, ve kterém většinu tvoří rafinace, teprve nově objevené, ropy a jiný těžký průmysl. Díky rostoucí těžbě ropy jsou očekávány čím dále větší investice do výrobních zařízení (okolo 9 miliard USD), ropovodů (4 miliardy USD) a rafinérií (2-3 mld. USD) na zpracování vytěžené ropy pro celou Východní Afriku. U města Kabaale, nedaleko konžských hranic, je naplánována stavba velké ropné rafinérie, která bude stát přibližně 3 miliardy USD. Nedaleko této rafinérie probíhá i výstavba nového mezinárodního letiště. Uganda má 31. největší zásoby ropy na světě - na území státu se nachází přibližně 2,5 miliardy barelů potvrzených rezerv ropy.
Celých 34 milionů obyvatel země nemá přístup k elektrickému proudu. Tato část tvoří pouhou pětinu celé populace. Uganda se nachází na 19. místě ze všech zemí na světě co se týče poměru elektrické energie pocházející z vodních elektráren - v tomto ohledu největším zdrojem energie je elektrárna Owen Falls na řece Nilu.

## Doprava

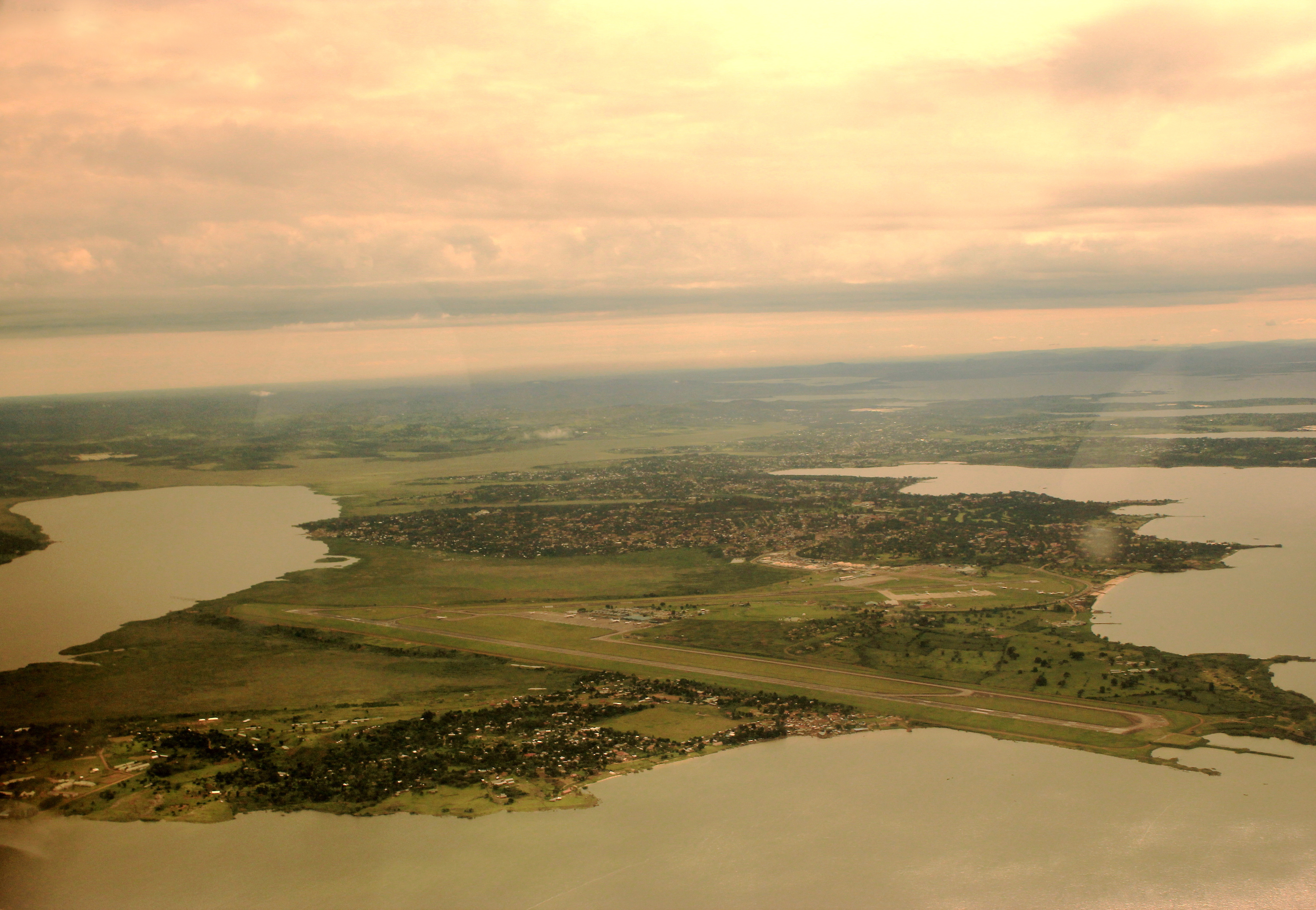
Letecký pohled na Mezinárodní letiště Entebbe

Nejdůležitější dopravní sítí jsou silnice, které jsou využívány pro 95 % přepravy nákladů. Územím prochází tzv. Severní koridor, který znamená pro země Východní Afriky jednu z nejdůležitějších dopravních tepen a spojuje tak, kromě Ugandy, také Burundi, Demokratickou republiku Kongo, Keňu, Rwandu a Jižní Súdán. Uganda má přibližně 130 000 km silnic, z toho jich je přes 5 200 km zpevněných. Průměrná rychlost přepravy se pohybuje okolo 2,5 min/km.
Železniční dráhy v Ugandě mají dohromady délku 1 250 km, z nichž je ale pouze 56 % plně funkčních.
Letecká doprava zažívá v Ugandě rozmach, když v roce 2013 vystoupal počet cestujících na téměř 1,5 milionu, nejčastěji do Keni (28 %) a na Blízký Východ (16 %). Jediné mezinárodní letiště, se nachází ve městě Entebbe na břehu Viktoriina jezera, asi 40 km jižně od Kampaly. Počátkem roku 2018 začala stavba druhého mezinárodního letiště v Kabaale na západě země. Podle informací z října 2020 se prozatím počítá s jeho dostavbou v březnu 2021.

## Vývoj makroekonomických ukazatelů
| Rok                            | 1980    | 1985    | 1990    | 1995    | 2000    | 2005    | 2010    | 2015    | 2016    | 2017    | 2018    | 2019    | 2020 (odhad.) | 2025 (odhad.) |
| ------------------------------ | ------- | ------- | ------- | ------- | ------- | ------- | ------- | ------- | ------- | ------- | ------- | ------- | ------------- | ------------- |
| HDP, souč. ceny (mld. USD)     | 7,486   | 6,771   | 7,452   | 7,473   | 7,756   | 12,460  | 24,683  | 27,321  | 29,414  | 31,234  | 33,754  | 36,484  | 37,773        | 60,272        |
| HDP na hlavu, souč. ceny (USD) | 664,574 | 514,181 | 472,193 | 401,893 | 355,466 | 483,032 | 808,713 | 769,774 | 804,526 | 829,073 | 869,431 | 916,156 | 915,534       | 1261,206      |
| Růst HDP                       | -       | -3,3 %  | 6,5 %   | 11,5 %  | 3,1 %   | 6,3 %   | 5,6 %   | 5,2 %   | 4,8 %   | 3,9 %   | 6,2 %   | 6,5 %   | -0,288 %      | -             |
| Inflace (CPI)                  | 100 %   | 100 %   | 45,4 %  | 6,787 % | 3,382 % | 8,602 % | 3,716 % | 5,412 % | 5,455 % | 5,629 % | 2,623 % | 2,87 %  | 4,178 %       | 5,048 %       |

Zdroj: IMF, World Bank